# 함기선

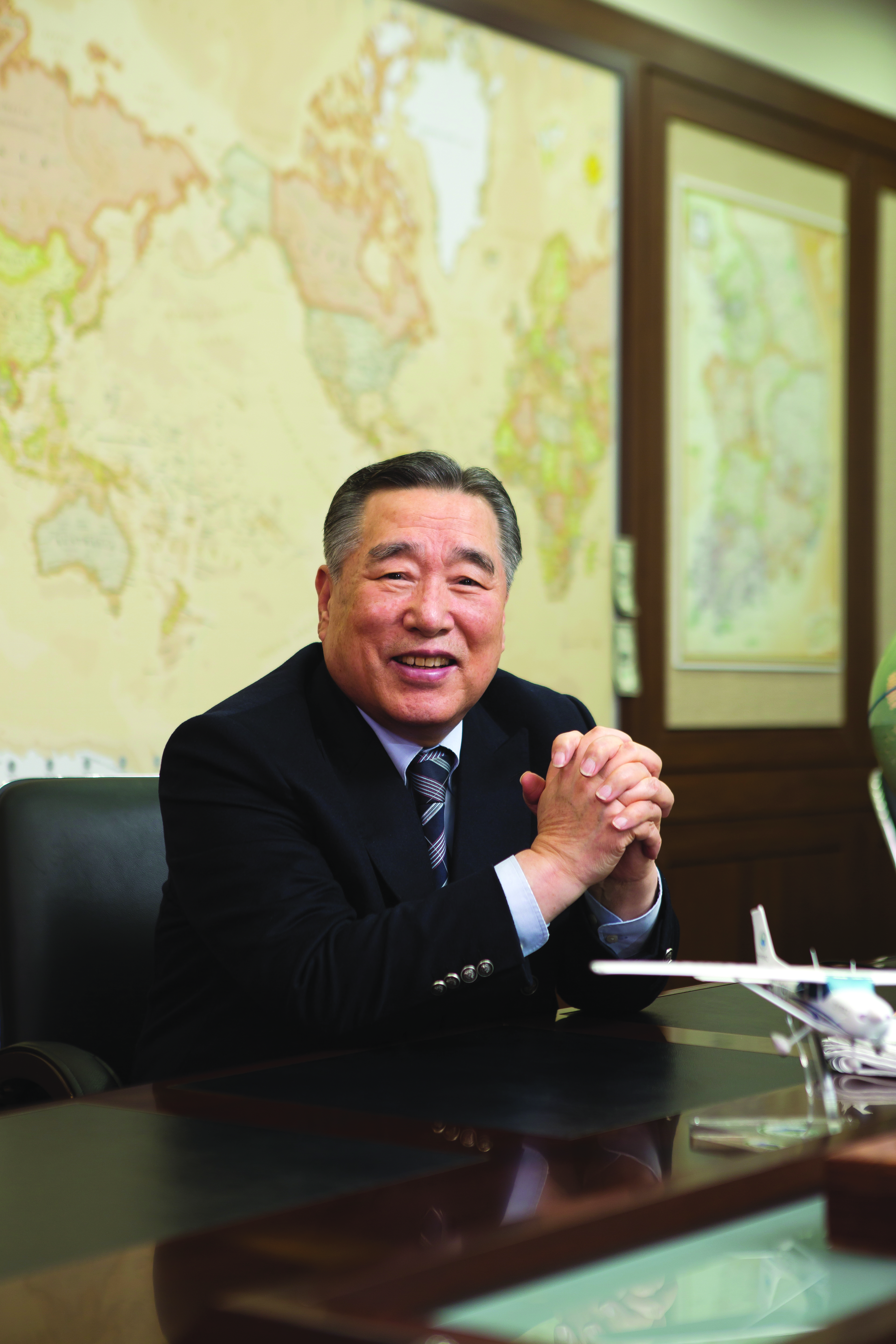
한서대학교 함기선 총장

함기선(咸基善)은 1941년 4월 1일 충남 예산군에서 농부의 6남매 중 장남으로 태어났다.

## 학력
- 인도 카링가산업기술대학(KIIT) 명예이학박사학위 취득 (2012년)
- 일본 Obirin대학 명예철학박사학위 취득 (2003년)
- 중국 안휘중의학원 석좌 교수 (2001년)
- 미국 Bridgeport대학교 명예인문학박사학위 취득 (1999년)
- 서울대학교 대학원 이수 및 박사학위 취득 (1971년)
- 서울대학교 보건대학원 이수 및 석사학위 취득 (1967년)
- 고려대학교 의과대학 졸업 의학사 및 의사면허 (1965년)

## 경력
- 한서대학교 총장 (2000년 ~ 현재)
- 한국사립대학총장협의회 부회장 (2000년~2016년)
- 한서대학교 한방병원 의료원장 (2006년~2016년)
- 학교법인 인제학원 이사 (2005년 ~ 2014)
- 충남총·학장협의회 회장 (2003년~2007년)
- 호서지역총․학장협의회 회장 (2003년~2005년)
- 한서대학교 설립자 및 이사장 (1989년~1993년)
- 가톨릭대학교 의과대학 교수 겸 동 성형외과 주임교수 (1974년~1983년)
- 재단법인 인제대학교 백병원 성형외과 수련의 2년 수료 (1972년~1974년)
- 재단법인 인제대학교 백병원 일반외과 수련의 4년 수료 (1968년~1972년)

## 논문
- 구개열 환자에 대한 수술 후 언어장애 조사 (1995년)
- 한국 미인대회 참가자의 안면계측에 관한 조사 (1976년) 외 90편

## 대한적십자사

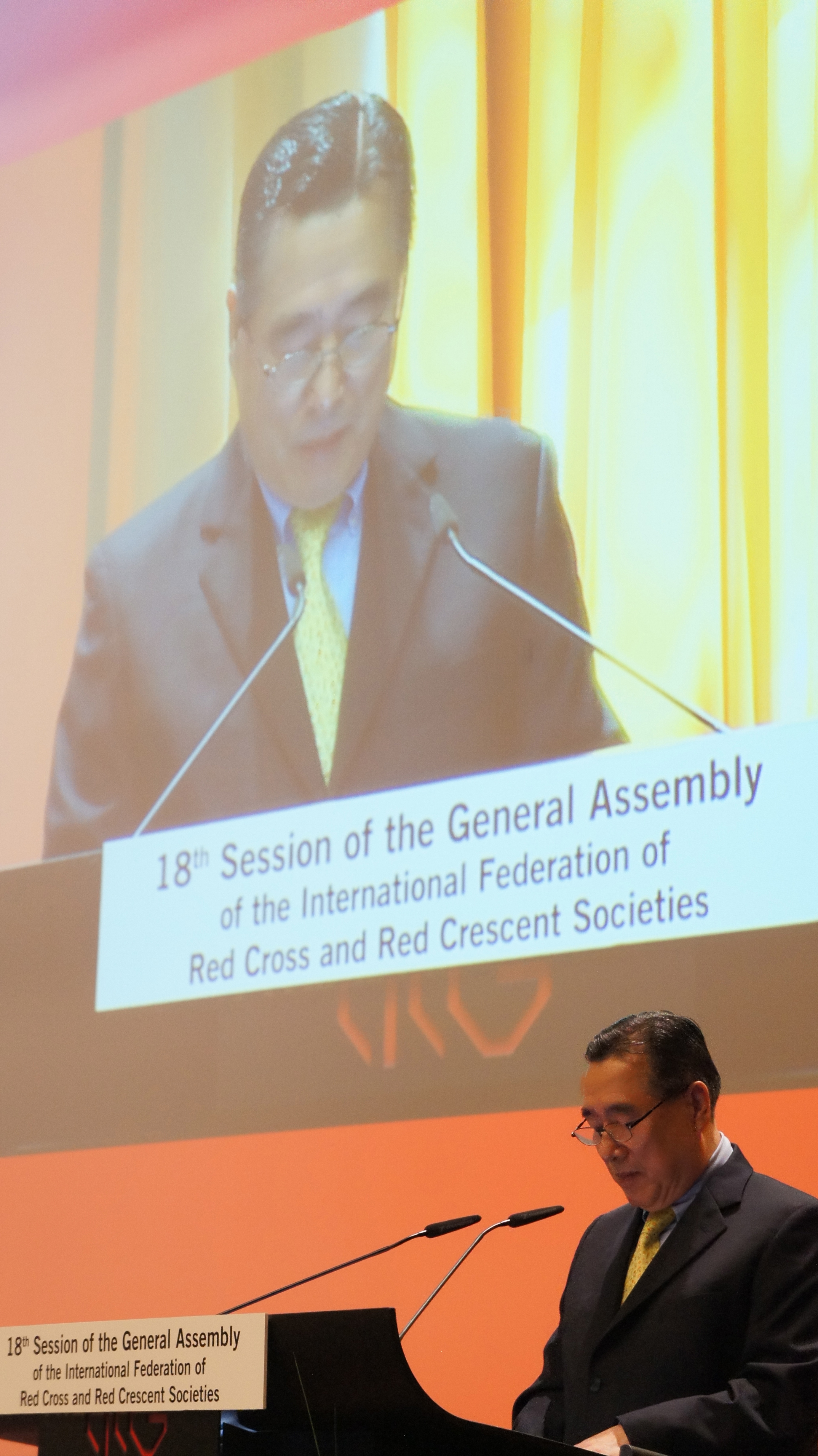
헨리 데이비슨 상 수상 연설

1975년부터 1986년까지 대한적십자사와 함께 약 2,000여 건의 구개열 수술을 무료로 시행했다.
1987년부터 1996년까지 대한적십자사 서울지부 상임위원, 1989년부터 1999년까지 남북적십자회담 자문위원을 역임했다. 1998년~2001년 대한적십자사 서울특별시지사 부회장, 2006년~2008년 대한적십자사 부총재. 2002년부터 대한적십자사 청소년적십자전문위원회 위원장, 2001년부터 대한적십자사 중앙위원을 역임했다.
함기선 박사는 아시아, 아프리카, 남미 국가의 청년 적십자 회원들(보통 고등학생)에게 한서대학교에서 장학생으로 학비 걱정 없이 공부할 수 있도록 기회를 제공해왔다. 관련 국가의 적십자 단체 회장 추천으로 매년 약 20명에게 적십자사 장학금이 수여되는데 이들이 한서대학교 전액 장학생으로 선발되었다.
위와 같은 공적으로 함 박사는 1980년 대한적십자사 은메달, 2008년 적십자금장훈장, 2011년 세계적으로 권위를 인정받는 헨리 데이비슨 상(Henry P Davison Award)을 국제적십자•적신월사연맹으로부터 수상하였다.

## 한서대학교
1980년대 중반, 예술과 건강, 과학에의 높은 관심과 교육의 중요성에 대한 강한 신념을 갖게 된 함 박사는 사립대학 설립을 계획하기 시작했다.
1989년 1월 15일에 한서대학교 건학운영위원회가 발족되었다. 그해 6월 교육부에 설립신청서를 제출하고 10월 28일 허가를 받아 1990년 4월 11일 기공식을 했다. 1992년 3월 10개 학과(수학, 물리학, 화학, 전자통계, 컴퓨터정보, 전자공학, 화학 공학, 의류 및 섬유, 영어 및 영어 문학, 중국어)의 학부 과정에 학생들이 입학하여 개교하였다. 1995년에는 처음으로 5개 학과(화학, 컴퓨터, 물리학, 화학공학, 영문학)에서 석사과정이 개설되었다. 1996년에 207명의 학생이 학업을 마치면서 한서대학교는 첫 졸업생을 배출했다.
2000년 초, 함기선 박사가 제5대 총장으로 취임했다. 그는 한서대학교가 항공학, 예술 및 디자인을 포함한 몇 가지 전문 분야에 초점을 맞춘 특성화 대학으로 발전하도록 방향을 잡았다. 2001년에 한서대학교는 미국 캘리포니아에 롱비치 항공학교를 설립하였고, 이듬해에는 항공지원센터가 애리조나에 설립되었다.
2003년에는 서산시 해미읍 자미원 본교에서 차로 약 40분 거리에 있는 서해안 태안 부근 곰섬에 항공 및 해양 과학 분야를 위한 새 캠퍼스의 기공식이 거행되었고, 그해( 2003년 7월에 국토교통부의 인증을 받은 항공교통관제센터가 건립됐다. 2004년 공군 ROTC (Reserve Officers Training Course) 프로그램이 시작되었다. 2005년까지 항공 우주 대학은 항공 공학, 항공 운영, 항공 교통 관리, 항공 관광 및 항공 전자 시뮬레이션의 5개 학과를 설립했다.
매년 약 1,500명의 신입생이 등록하는 한서대학교에는 7,500여 명의 학부생 및 대학원생이 6개 학과에서 공부하고 있다. 650명 이상의 정규직 직원과 더 많은 시간제 및 비정규직 직원이 학생들의 학업을 지원하고 있다.

## 횡령
교비 부당 지원 정황, 법인 수익사업 관리 부당, 수익용 기본재산 임의 처분, 교비 회계 적자 운용, 교육용 재산 사적 사용 등을 문제 삼아 교육부가 고발하였다.